# 감옥풍운 (1987년 영화)
《감옥풍운》(監獄風雲, Prison On Fire)은 홍콩에서 제작된 임영동 감독의 1987년 드라마, 액션 영화이다. 주윤발 등이 주연으로 출연하였다.

## 출연

### 주연
- 주윤발
- 양가휘

### 조연
- 장요양
- 성규안
- 오지웅
- 하가구
- 황광량
- 한곤
- 곽서화
- 왕문군
- 주계생